# Liolaemus melanogaster
Liolaemus melanogaster är en ödla som beskrevs 1998 av Raymont Laurent. Arten ingår i släktet Liolaemus och familjen Tropiduridae. Den är endemisk för Peru och inga underarter finns listade i Catalogue of Life.